# 牧陽一
牧 陽一（まき よういち、1959年6月17日 - ）は、日本の中国文学者。専攻は現代中国の文学・芸術。埼玉大学名誉教授。湯浅芳子賞受賞-。

## 来歴
富山県富山市に生まれ、魚津市出身と称している。富山県立魚津高等学校を経て、1982-1984年に中国政府給費留学生として上海復旦大学などに留学。1985年早稲田大学第二文学部東洋文化専修卒業。1988年信州大学大学院人文科学研究科修士課程修了、1992年一橋大学大学院社会学研究科博士課程満期退学。同年埼玉大学教養学部専任講師。同助教授を経て、教授。専攻は現代中国の文学・芸術で、1995年『中国現代戯曲集』により湯浅芳子賞受賞。2025年3月埼玉大学を定年退職し、名誉教授の称号を与えられる。

## 著書
- 『アヴァン・チャイナ 中国の現代アート』木魂社、1998年
- 『中国現代アート 自由を希求する表現』講談社《講談社選書メチエ》、2007年 ISBN 978-4-06-258381-7

### 共編著
- 『中国のプロパガンダ芸術 毛沢東様式に見る革命の記憶』（松浦恆雄・川田進との共著）岩波書店、2000年
- 『艾未未読本』編 集広舎、2012年

### 翻訳
- 孟京輝「思凡」『中国現代戯曲集 第1集』話劇人社中国現代戯曲集編集委員会（編）晩成書房、1994年
- 艾未未（編著）『アイ・ウェイウェイスタイル 現代中国の不良』勉誠出版、2014年